# 下沙里尼新城
下沙里尼新城（法語：Villeneuve-sous-Charigny，法語發音：[vilnœv su ʃaʁiɲi]，意即为“沙里尼下方的新城”）是法国科多尔省的一个市镇，属于蒙巴尔区。

## 地理
下沙里尼新城（47°26'18"N, 4°23'43"E）面积3.24 平方千米，位于法国勃艮第-弗朗什-孔泰大區科多尔省，该省份为法国中东部省份，北起奥布省，西接涅夫勒省和约讷省，南至索恩-卢瓦尔省，东南接汝拉省，东临上索恩省，东北部与上马恩省接壤。
与下沙里尼新城接壤的市镇（或旧市镇、城区）包括：圣厄夫罗纳、布罗、沙里尼、马里尼勒卡韦、阿尔芒松河畔蒙蒂尼。

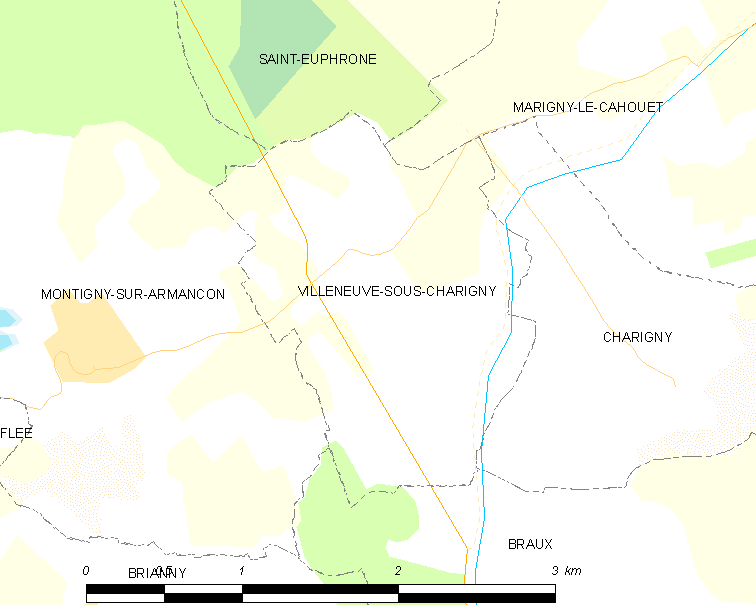
下沙里尼新城的OSM定位图

下沙里尼新城的时区为UTC+01:00、UTC+02:00（夏令时）。

## 行政
下沙里尼新城的邮政编码为21140，INSEE市镇编码为21696。

## 政治
下沙里尼新城所属的省级选区为欧苏瓦地区瑟米尔县。

## 人口

1962-2008年间下沙里尼新城人口变化图示

下沙里尼新城于2022年1月1日时的人口数量为87人。